# Марко Бојковић (рвач)
Марко Бојковић (Горњи Милановац, 3. октобар 1985) српски је рвач у грчко-римском и слободном стилу. Био је члан Рвачког клуба Партизан из Београда и рвачког клуба "Железничар" из Београда. Тренутно је члан и такмичар рвачког клуба "Чикаго" у Чикагу (Илиноис).

## Биографија
Марко Бојковић је рођен у Горњем Милановцу 3. октобра 1985. године. Дипломирао је на Факултету спорта и физичког васпитања у Београду 2009. године на тему Кондициона припрема у специјалном физичком вежбању стекавши стручни назив професор спорта. Чланови комисије били су му истакнути професори, проф. др Владимир Копривица и доц. др Горан Касум, на челу са ментором проф. др Ђорђем Стефановићем. Његова ужа специјалност су кондиција и вежбе снаге, као и редукција телесне масе.
Као успешан персонални тренер сарађивао је са бројним познатим личностима, спортистима, глумцима, међу којима је и продуцент Батрић Бата Ненезић. Своје вештине је демонстрирао и у војним и полицијским јединицама као што су Противтерористичка јединица (ПТЈ), Специјална антитерористичка јединица (САЈ), Војна полиција и остале домаће и иностране организационе јединице које изискују специјално физичко вежбање.
Марко Бојковић радио је и као професор физичког васпитања и спорта у Основној школи „Стефан Немања” у Београду. Тренутно живи и ради у САД.

## Успеси
Освајач је Купа Србије 2006. у грчко-римском стилу (категорија до 84 kg) са рвачким клубом Партизан, а на првенству Србије 2008. освојио је пето место у слободном стилу (категорија до 96 kg) наступајући за РК Железничар. У мају 2016. освојио је треће место у апсолутној категорији на нивоу државе Илиноис такмичећи се за РК Чикаго.
У априлу 2018. као такмичар РК Чикаго постаје трећи рвач у Сједињеним Америчким Државама на националном шампионату у грчко-римском стилу (категорија до 100 kg) који је одржан у Лас Вегасу, Невада.
У низу многих успешних остварења, издваја се и по томе што је први рвач рођен у Србији који је у марту 2019. учествовао на америчком Националном првенству у фолк стилу одржаном у Ајови, освојивши треће место у категорији до 100 килограма.